# تیموتی آماندسون
تیموتی آماندسون (انگلیسی: Timothy Omundson؛ زاده ۲۹ ژوئیهٔ ۱۹۶۹) هنرپیشه آمریکایی است. این بازیگر در نقش قابیل در سریال سوپرنچرال و همین‌طور در نقش کاراگاه لاسیستر در سریال غیب‌گو نقش آفرینی کرده است.
او همچنین در مجموعه قاضی امی و فیلم غیب‌گو: فیلم بازی کرده است.